# Poblat de Son Catlar
El poblat de Son Catlar és un gran assentament talaiòtic, de 4,5 hectàrees de superfície, situat al terme de Ciutadella, Menorca, al sud de les cases de la finca agrícola que li dona nom. S'hi accedeix des del camí que porta a la platja de Son Saura. Son Catlar, Torre d'en Galmés i Trepucó són els tres poblats talaiòtics més extensos de l'illa, i van constituir tal vegada centres de poder durant l'edat del ferro.

## Descripció
El poblat es troba envoltat per una impressionant murada, el perímetre de la qual arriba als 900 metres de longitud. En els trams més ben conservats, arriba a una alçada de tres metres. Es poden observar, en diferents zones de la murada, tècniques constructives diverses, però la major part es correspon amb la tècnica talaiòtica: sòcol, pedres verticals i filades de pedres horitzontals. En el sector occidental d'aquesta murada, hi ha dues torres rectangulars i altres dues a la part nord-oriental, tot i que se'n poden observar els fonaments de dues més. Al sector nord-est, hi ha un bastió, segurament de la mateixa època que les torres. Al sector nord, el pany de la murada presenta un passadís interior, cobert mitjançant una aproximació de filades. Només s'hi identifica clarament un portal d'accés.
Es conserven tres talaiots:
Un d'aquests està situat en el sector nord del poblat, separat de la murada. És de planta oval i té el portal enderrocat, però sembla que s'hi accedia per un corredor. La cambra superior conserva una columna central. El segon talaiot està situat en el sector sud. Es tracta d'una construcció de planta circular, que està adossat a la murada. Presenta una entrada amb corredor, que conserva les lloses planes del sostre. Al costat oest, té una cambra amb coberta per aproximació de filades. L'altre talaiot es troba a l'est de l'assentament formant com una mena de bastió de la murada.
A l'interior del poblat, es poden veure els fonaments de gran quantitat de construccions, entre les quals destaca el recinte de taula, que presenta la peculiaritat de tenir dos portals d'accés. L'element central del recinte, la taula pròpiament dita, està escapçada. Aquesta part del poblat va ser objecte d'una excavació arqueològica l'any 1924 dirigida per Francesc Hernández Sanz, tot i que els resultats mai no s'han publicat.
Al costat de l'entrada del poblat, hi ha un hipogeu de planta gairebé circular, amb un corredor d'accés descendent, molt mal conservat. L'interior presenta petits nínxols excavats a les parets.
A l'exterior oest del poblat, gairebé adossada a la murada, hi ha una estela amb un gravat antropomorf.
Fora de la murada, hi ha altres fonaments d'habitatges talaiòtics i, al costat de la casa de camp, una petita necròpolis de tombes excavades a la roca.

## Intervencions arqueològiques
Aquest poblat ha estat objecte de diverses excavacions arqueològiques. A banda de la ja esmentada excavació del recinte de taula, del 1924, Maria Lluïsa Serra Belabre i J. Flaquer també hi van treballar el 1957. El 1958, Lluís Pericot i V. Tolós van dirigir una excavació a l'entrada del poblat, moment en què també es va restaurar la llinda del portal. El 1987, es va desforestar el perímetre del poblat i es va dibuixar la planimetria de la murada (Lluís Plantalamor i Joana Maria Gual). El 1995, Octavi Pons va dirigir una nova campanya d'excavació a la zona del portal de la murada.